# Zentralblatt MATH
Zentralblatt MATH (с нем. — «Центральный журнал по математике») — реферативный математический журнал, основанный издательством Springer, а также реферативная электронная база данных (The database Zentralblatt MATH).
Целью журнала является сбор, систематизация, публикация и распространение библиографических данных и рефератов книг и статей, посвящённых всем разделам математики и её приложениям в информатике, механике и физике. Журналом реферируются более 2300 журналов и периодических изданий разных стран, ежегодно публикуется около 80 000 аннотаций и рецензий, написанных более чем 5000 учёными.
Большинство рефератов публикуется на английском языке, некоторые — на французском или немецком. Публикации классифицируются по темам с использованием математической предметной классификации.
Является важнейшим реферативным математическим журналом наряду с Mathematical Reviews (издаваемым с 1940 года Американским математическим обществом) и математическим выпуском российского Реферативного журнала ВИНИТИ (издаваемым с 1950 года).

## История
В 1931 году математиками Отто Нейгебауэром, Рихардом Курантом, Харальдом Бором и издателем Фердинандом Шпрингером (сыном основателя издательства Шпрингер) был создан реферативный журнал «Zentralblatt für Mathematik und ihre Grenzgebiete» (с нем. — «Центральный журнал по математике и смежным областям»). Он был создан как альтернатива существовавшему в то время реферативному журналу «Jahrbuch über die Fortschritte der Mathematik» (с нем. — «Ежегодник успехов математики»), основанному в 1868 году и действовавшему до начала 1940-х годов, который имел другую редакционную политику.
Позже название сократилось до Zentralblatt MATH.
В 1933 году, после прихода к власти Гитлера, нацисты начали влиять на редакционную политику журнала. Раздавались требования вывести из состава редакции учёных-евреев (каковыми являлись, в частности, Рихард Курант, Туллио Леви-Чивита, Эмми Нётер) и своих политических противников. В конце концов, после ряда инцидентов, включая то, что Леви-Чивита был уволен из редакции без его ведома, в 1938 году Нейгебауэр покинул пост главного редактора, эмигрировал из Германии и вскоре переехал в США. После его ухода из редколлегии журнала вышли Харальд Бор, Харди, Рихард Курант, Тамаркин и Веблен, и с журналом перестало сотрудничать очень большое число рецензентов. Кроме того, к середине 1939 года вклад англоязычных журналов в zbMATH был значительно сокращён и практически прекратился к началу 1940 года.
После поражения во Второй мировой войне и падения гитлеровского режима журнал на несколько лет прекратил существование. Возобновление работы произошло в 1947 году по инициативе Академии наук ГДР и издательства Springer. Функционирование журнала сильно осложнилось в 1961 году в связи с разделением Берлина на Восточный и Западный. В 1965 году было подписано официальное соглашение о разделении редакционных обязанностей в рамках сотрудничества между Академией наук ГДР и Гейдельбергской академией наук. Академии согласились продолжить Zentralblatt с обязанностями по редактированию, которые будут разделены поровну между двумя офисами, размещёнными в Западном и Восточном Берлине, печатью и распространением журнала занималось издательство Springer.
По состоянию на 2020-е годы изданием руководит Европейское математическое общество, Специализированный информационный центр FIZ Karlsruhe (Карлсруэ, ФРГ) и Гейдельбергская академия наук. Последние 30 лет главным редактором является профессор Технического университета Берлина Бернд Вегнер.
Журнал выходит в электронной и печатной формах. В базе данных в Интернете содержится более 2 000 000 записей, включая 200 000 записей более раннего реферативного издания Jahrbuch über die Fortschritte der Mathematik за 1868—1942 годы, добавленных в 2003 году. К Zentralblatt MATH тесно примыкают базы данных Didactics of Mathematics и Jahrbuch Database.